# Sibiriskt myskdjur

Skalle

Det sibiriska myskdjuret (Moschus moschiferus) kan man hitta i bergsskogarna i nordöstra Asien, den sibiriska tajgan, delar av Mongoliet och hela den koreanska halvön. Bäst trivs den i alpgördeln vid trädgränsen och beger sig nedåt dalarna endast när vintern och brist på föda tvingar den.
Ett vuxet myskdjur är inte stort. Det kan vara 65–90 centimeter långt (huvud och bål), 56–61 centimeter högt över bogarna, svanslängden är 4 till 6 centimeter och djuret kan väga mellan 8 och 12 kilogram. En egenhet är att myskdjuret inte har några horn utan istället betar. Hannarnas betar kan bli upp till 7 centimeter långa. Honornas betar är mycket mindre. Färgen på den täta pälsen är växlande: på ovansida mörkbrun, röd- eller gulbrun, ibland med längsrader av vita fläckar. På undersidan är den vitaktig. Bakbenen är längre än frambenen. 
Under hakan förekommer ett område med vit päls och på varje sida av halsen finns en vit strimma.
Den lever oftast enskilt, sällan parvis och aldrig i flock och dess diet består av gräs och löv på sommaren och av buskar och lav på vintern. Det sibiriska myskdjurets hörsel och syn är skarpa för det är i huvudsak aktivt om nätterna. 
I maj eller juni föder honan en till tre ungar, oftast tvillingar. Dräktigheten varar cirka 6 månader.
Eftersom den är jagad för sin myskkörtel är den uppsatt på IUCN:s röda lista.